# Lilla göl (Stenberga socken, Småland)
Lilla göl är en sjö i Vetlanda kommun i Småland och ingår i Emåns huvudavrinningsområde.